# Venaco
Venaco (en cors Venacu) és un municipi francès, situat a la regió de Còrsega, al departament d'Alta Còrsega. L'any 1999 tenia 657 habitants.

## Demografia
| 1962 | 1968 | 1975 | 1982 | 1990 | 1999 |
| ---- | ---- | ---- | ---- | ---- | ---- |
| 851  | 886  | 715  | 747  | 614  | 657  |

## Administració
| Període   | Identitat       | Partit | Qualitat |  |
| --------- | --------------- | ------ | -------- |  |
| 1983-2001 | Paul Giacobbi   | PRG    |          |  |
| 2001-2008 | Jean Salvadori  |        |          |  |
| 2008-     | Michel Mezzadri |        |          |  |

## Personatges il·lustres
- Marius Giacobbi (1846-1919),
- Paul Giacobbi (1896-1951)
- François Giacobbi (1919-1997)
- Paul Giacobbi (1957-)